# Hypulus bodemeyeri
Hypulus bodemeyeri is een keversoort uit de familie zwamspartelkevers (Melandryidae). De wetenschappelijke naam van de soort werd in 1909 gepubliceerd door Edmund Reitter.